# Titan Media
Titan Media es una productora estadounidense de pornografía gay fundado por el director Bruce Cam y por Robert Kirsch en 1995.

## Visión general
La empresa creció hasta convertirse en una de las mayores productoras de contenido gay para adultos del mundo. Según Cam, la empresa se creó para "erotizar el sexo seguro y retratar la sexualidad gay positiva, con una amplia gama de hombres, ambientada en el panorama de la naturaleza". En consecuencia, todas sus películas y escenas cuentan con uso obligatorio de preservativos, sin filmar escenas sin profiláctico (comúnmente conocido como "a pelo"). Titan es propiedad de la empresa matriz Io Group, Inc. El estudio ha ganado varios premios de cine pornográfico gay.

## Historia y organización
Titan Media fue fundada en 1995 por Bruce Cam y Robert Kirsch (1961-2001), creciendo en volumen hasta llegar a convertirse en uno de los principales estudios homosexuales de la industria pornográfica. En 2001, la empresa lanzó una línea de productos de precio medio bajo la marca ManPlay, y lanzó una línea de productos con hombres más jóvenes bajo la etiqueta TitanMen Fresh. En 2005, Titan adquirió el antiguo estudio pornográfico gay MSR, y ha estado reeditando sus antiguos vídeos en DVD.
En 2005, Titan Media estrenó una película titulada Cirque Noir protagonizada por Buck Angel, la primera vez que un hombre trans aparecía en una película exclusivamente masculina producida por una empresa especializada en porno gay masculino. La decisión de incluir a Buck Angel en una escena ha sido elogiada como un "papel histórico" en la representación de los hombres transexual en el porno gay "cuya magnitud no puede subestimarse".
En 2008, los directivos del estudio se opusieron a una propuesta de ley de Charles Calderon para aumentar el impuesto del porno en California al 25%.
En 2011, Falcon Entertainment, Raging Stallion y Titan Media se unieron a la empresa antipiratería Porn Guardian.

## Problemas legales
En noviembre de 2003, Io Group presentó una demanda contra Larry Flynt Publications alegando infracción de derechos de autor, por la publicación de 220 fotografías de Titan Media en el sitio web StudClub, propiedad de LFP.
En diciembre de 2003, la empresa solicitó al sitio web de intercambio de archivos Kazaa que bloqueara a sus usuarios la descarga de 1 400 de sus películas. Titan alegó que Sharman Networks, propietario de Kazaa, tenía capacidad para controlar la actividad en la red mediante "spyware" instalado en los ordenadores de los usuarios, y que podía utilizar esa capacidad para bloquear a sus usuarios la descarga de sus películas. En enero de 2004, Titan escribió al Comité Judicial del Senado quejándose de que Kazaa se había negado a cooperar.
Kazaa había declarado a un comité del Senado en 2003 que mejoraría sus filtros de contenidos para ayudar a los usuarios a evitar material ofensivo. En 2007, Titan reclamó 2,7 millones de dólares por daños y perjuicios por infracción de derechos de autor y otras supuestas violaciones contra GayForIt, un sitio web de alojamiento de vídeos.
En 2008, Titan Media demandó a Veoh por alojar vídeos pirateados, pero el tribunal de distrito dictaminó que Veoh no era responsable. En marzo de 2010, Channel 1 Releasing, Corbin Fisher Entertainment y Titan Media/Io Group presentaron una demanda de 29 millones de dólares contra los dos operadores de tres sitios web de pornografía gay por la supuesta infracción de más de 200 vídeos.
En la primavera de 2010, ganaron una sentencia en rebeldía por valor de 1,35 millones de dólares contra Antelope Media, que explotaba el sitio MonsterCockTube.com. La jueza de distrito Maxine Chesney concedió la sentencia después de que los demandados no presentaran oposición. MonsterCockTube.com sigue siendo propiedad de los demandados después de que se denegara a Titan Media una orden de transferencia del dominio. No se han emprendido más acciones judiciales contra Antelope Media. En 2011, su moción antipiratería fue denegada por Susan Illston.
Titan Media contrató al controvertido abogado Marc Randazza.